# Austria en los Juegos Paralímpicos de Tel Aviv 1968
Austria estuvo representada en los Juegos Paralímpicos de Tel Aviv 1968 por un total de 31 deportistas, 19 hombres y 12 mujeres.

## Medallistas
El equipo paralímpico austríaco obtuvo las siguientes medallas:
| Nombre                   | Deporte       | Evento                                        |
| ------------------------ | ------------- | --------------------------------------------- |
| Oro                      |               |                                               |
| R. Kuhnel                | Tenis de mesa | Individual B femenino                         |
| Ingrid Voboril R. Kuhnel | Tenis de mesa | Dobles B femenino                             |
| Plata                    |               |                                               |
| K. Sammerhofer           | Atletismo     | 60 m novel C femenino                         |
| Ingrid Voboril           | Atletismo     | Jabalina A femenino                           |
| Engelbert Rangger        | Atletismo     | Jabalina de precisión clase abierta masculino |
| Goll                     | Atletismo     | Peso A masculino                              |
| Fischer                  | Natación      | 50 m braza completa clase 4 femenino          |
| I. Driessler             | Natación      | 50 m espalda completa clase 3 femenino        |
| Igel                     | Natación      | 50 m libre incompleta clase 3 masculino       |
| Bronce                   |               |                                               |
| K. Sammerhofer           | Atletismo     | Jabalina D femenino                           |
| Ingrid Voboril           | Atletismo     | Peso A femenino                               |
| R. Kuhnel                | Natación      | 50 m braza completa clase 3 femenino          |
| Vetschera                | Natación      | 50 m braza completa clase 4 femenino          |
| Fischer                  | Natación      | 50 m espalda completa clase 4 femenino        |
| Walter Sailer            | Natación      | 25 m braza completa clase 1 masculino         |
| Igel                     | Natación      | 50 m braza incompleta clase 3 masculino       |
| Safer                    | Natación      | 50 m libre completa clase 3 masculino         |
| Ingrid Voboril           | Tenis de mesa | Individual B femenino                         |
| Walter Sailer            | Tenis de mesa | Individual A2 masculino                       |